# Dermestídeos
Dermestídeos (Dermestidae) são uma família coleópteros que são popularmente chamados de besouros. Besouro de despensa, besouro de couro, besouro de carpete, e besouros de kheper, são outros nomes atribuídos a essa família. Existem cerca de 500 a 700 espécies em todo mundo. Seu tamanho vária de 1 a 12mm. A principal característica é que os adultos são ovais cobertos de cerdas ou escamas.
Os gêneros da família dermestidae, em geral são predadores, que se alimentam de animais ou material orgânico seco, como por exemplo: células mortas de pele, pólen, pêlos, penas, insetos mortos e fibras naturais.
Estes besouros são muito importantes para a Entomologia forense.
Algumas espécies são conhecidos por estarem associados com carcaças humanas, que contribuem com investigações criminais. Já outras espécies são pragas urbanas, podendo causar milhões em danos para fibras naturais nos lares e às grandes empresas. Também são usados em museus, para limpar esqueletos de animais.

## Relevância forense

### Destrutividade
Os besouros dermestidae são altamente destrutivos para alguns materiais comuns. Fibras animais naturais como a lã, seda, peles ou penas são mais propensas ao ataque do que fibras sintéticas. Também são conhecidos por atacarem: chocolates, feijão e cacau. A maioria dos danos é feito pelo besouro em sua fase larval, enquanto adultos se alimentam de flores e arbustos.

## Características gerais das larvas
Assim como a maioria dos insetos, os dermestidae sofrem metamorfose. Seu desenvolvimento inclui: um ovo, larva, pupa e a fase adulta. As larvas são em geral marrom escuro a 
negro, são profundamente cobertas com diferentes comprimentos de cerdas que lhe dão uma aparência "fofa", tem peças bucais de mastigar, o tamanho depende da espécie e é normalmente inferior a meia polegada. A maioria das larvas é encontrada em cadáveres humanos durante as estações secas, o que ocorre alguns dias após a morte. As larvas também afastam-se da luz e, muitas vezes, escondem-se em qualquer cavidade, a fim de permanecer intactas.

## Subfamílias
Segundo o catálogo Family-group in Coleoptera (Insecta) de 2011, por Patrice Bouchard et al., a família é composta por:
- Attageninae Laporte, 1840
- Dermestinae Latreille, 1804
- Megatominae Leach, 1815
- Orphilinae LeConte, 1861
- Thorictinae Agassiz, 1846
- Trinodinae Casey, 1900